# 劉霽
劉霽（478年—529年），字士烜（或字士湮），平原郡平原縣人，南北朝南梁人，因有孝行而聞名。
劉霽的祖父是劉宋冀州刺史劉乘民，父親則是南齊東陽太守劉聞慰，弟弟分別是劉杳和劉歊。劉霽就歲時就能背誦《左傳》，族人都覺得驚奇；到他十四歲時父親逝世，個性孝順的他每次哭泣都會哭到嘔血。他家境貧窮，和弟弟劉杳、劉歊互相鼓勵學習，成長後博學多才。天監年間，劉霽從奉朝請起家，不久遷任宣惠晉安王蕭綱的王府參軍、兼限內記室，外補西昌相；回朝後擔任尚書主客侍郎，不滿一年改任海鹽縣令。他前後管理兩邑，以中庸知名，之後任職建康正，並非他所好，很快因為生病免任，又除授建康令，沒有拜任。母親明氏患病，劉霽當時已經五十歲，不眠不休地照顧她衣不解帶者七十天，朗誦《觀世音經》萬遍，晚上夢見一名僧人對他說：「夫人陽壽已盡，但你精誠所至，可以延長一下。」明氏六十天後去世，他在母親墓旁居住，哀傷得超越禮儀，其時經常有一對白鶴在廬邊飛翔。處士阮孝緒寫信開解他，可是他非常思念母親，服喪未完成就已經去世，虛歲五十二，著有《釋俗語》八卷、文集十卷。

## 引用
1. ↑  《南齊書·卷五十三·列傳第三十四》：劉懷慰字彥泰……懷慰本名聞慰……永明九年，卒。
2. 1 2 3  《梁書·卷四十七·列傳第四十一》：劉霽字士烜，平原人也。祖乘民，宋冀州刺史。父聞慰，齊工員郎。霽年九歲，能誦《左氏傳》，宗黨咸異之。十四居父憂，有至性，每哭輒嘔血。家貧，與弟杳、歊相篤勵學。旣長，博涉多通。
3. 1 2  《南史·卷四十九·列傳第三十九》：懷慰字彥泰，懷珍從子也。祖奉伯，宋元嘉中為冠軍長史。父乘人，冀州刺史，死于義嘉事。……子霽、杳、歊。霽字士湮，九歲能誦左氏傳。十四居父憂，有至性，每哭輒嘔血。家貧，與弟杳、歊勵志勤學。及長，博涉多通。
4. ↑  《梁書·卷四十七·列傳第四十一》：天監中，起家奉朝請，稍遷宣惠晉安王府參軍，兼限內記室，出補西昌相。入爲尚書主客侍郎。未朞，除海鹽令。霽前後宰二邑，並以和理著稱。還爲建康正，非所好。頃之，以疾免。尋除建康令，不拜。
5. ↑  《南史·卷四十九·列傳第三十九》：梁天監中，歷位西昌相，尚書主客侍郎，海鹽令。霽前後宰二邑，並以和理稱。後除建康令，不拜。
6. ↑  《梁書·卷四十七·列傳第四十一》：母明氏寢疾，霽年已五十，衣不解帶者七旬，誦《觀世音經》，數至萬遍，夜因感夢，見一僧謂曰：「夫人算盡，君精誠篤至，當相爲申延。」後六十餘日乃亡。霽廬于墓，哀慟過禮。常有雙白鶴馴翔廬側。處士阮孝緒致書抑譬，霽思慕不已，服未終而卒，時年五十二。著《釋俗語》八卷，文集十卷。
7. ↑  《南史·卷四十九·列傳第三十九》：母明氏寢疾，霽年已五十，衣不解帶者七旬，誦觀世音經數萬遍。夜中感夢，見一僧謂曰：「夫人算盡，君精誠篤志，當相為申延。」後六十餘日乃亡。霽廬於墓，哀慟過禮，常有雙白鶴循翔廬側，處士阮孝緒致書抑譬焉。霽思慕不已，未終喪而卒。著釋俗語八卷，文集十卷。

## 延伸阅读
[在维基数据编辑]
 《梁書/卷47》，出自姚思廉《梁書》